# حديث الفئة الباغية
في الإسلام، حديث عمار تقتله الفئة الباغية هو حديثٌ متواترٌ ونبوءة من النبي محمد بمقتل عمار بن ياسر. حدثَ على أثرِها اختلافٌ حول تكفير قَتلَة عمّار وموقف المسلمين من
معاوية بن أبي سفيان.

## أحداث مقتل عمار
في محرم سنة 37هـ أراد علي أن يعزل معاوية من ولاية الشام، فخرج إليه بجيشه، وبعث إلى معاوية يبين حجته، إلا أن هذا لم يُجدِ نفعاً، فدار القتال عند صفين. كان عمار بن ياسر من جيش علي الذي حارب جيش معاوية. وقتل أبو غادية المزني عمارَ بن ياسر. وكاد معاوية أن يهزم فرفع جيشه المصاحف وطلب التحكيم.

يقول الحاكم النيسابوري في أحداث مقتل عمّار:
5710 - قال ابن عمر، حدثني : عبد الله بن الحارث، عن أبيه، عن عمارة بن خزيمة بن ثابت، قال : شهد خزيمة بن ثابت الجمل وهو لا يسل سيفا وشهد صفين، قال : أنا لا أضل أبدا بقتل عمار فأنظر من يقتله فإني سمعت رسول الله (ص)، يقول تقتلك الفئة الباغية، قال : فلما قتل عمار، قال : خزيمة قد حانت له الضلالة، ثم أقرب وكان الذي قتل عمارا أبو غادية المزني طعنه بالرمح، فسقط فقاتل حتى قتل وكان يومئذ يقاتل وهو ابن أربع وتسعين، فلما وقع كب عليه رجل آخر فاحتز رأسه فأقبلا يختصمان كل منهما يقول : أنا قتلته، فقال عمرو ابن العاص : والله أن يختصمان الا في النار، فقال عمرو : هو والله ذاك والله إنك لتعلمه ولوددت أني مت قبل هذا.
قيل أن خزيمة بن ثابت شهد الجمل وهو لا يسل سيفاً، وشهد صفين وقال: أنا لا أصل أبداً حتى يقتل عمار. فأنظر من يقتله فإنّي سمعت رسول الله ﷺ يقول: تقتله الفئة الباغية، فلمّا قتل عمار بن ياسر قال خزيمة: قد بانت لي الضلالة، واقترب فقاتل حتى قتل. ولمّا قُتِلَ عمار صلّى عليه الإمام علي صلاةَ الميت. وقال ابن عبد البر: ودفنه علي في ثيابه، ولم يغسله. وروى أهل الكوفة أنّه صلّى عليه، وهو مذهبهم في الشهداء إنهم لا يغسلون، ولكنهم يصلّى عليهم. وكانت سنّ عمار يوم قتل نيفاً على تسعين، وقيل: ثلاثاً وتسعين. وقيل: إحدى وتسعين. وقيل اثنتين وتسعين سنة.

## نص الحديث
ورد في صحيح البخاري بحديث رقم 447:

## تصحيح الحديث
رغم تواترِ الحديثِ، إلا أنّه روي عن بعض أهل السنة من طعن فيه - والمرويات فيه هي عن مجاهيل - ويُروى هذا عن الإمام أحمد إلا أنه كان آخر الأمر أنه قد صححه. فيُذكر: «أخبرنا إسماعيل الصفار قال: سمعت أبا أمية محمد بن إبراهيم يقول: سمعت في حلقة أحمد بن حنبل ويحيى بن معين وأبي خيثمة والمعيطي ذكروا: «تقتل عماراً الفئة الباغية» فقالوا: ما فيه حديث صحيح. ونبه إلي ذلك ابن الصلاح في شرحه البخاري فقال بعد أن أورد تلك الرواية :"وهذا الإسناد غير معروف، وقد روي عن أحمد خلاف هذا"٩. وقال ابن تيمية«وأما الحديث الذي فيه إن عماراً تقتله الفئة الباغية، فهذا الحديث طعن فيه طائفة من أهل العلم، لكن رواه مسلم في «صحيحه» وهو في بعض نسخ البخاري». 

### تصحيح شطر الدعوة إلى النار
استشكل كثيرٌ من علماءِ أهل السنة شطر الحديث: (يدعوهم إلى الجنة ويدعونه إلى النار) مُعتبرينه زيادةً من الرواة وليس قول النبي. قال ابن المحب في ترتيب مسند الإمام أحمد: وليس فيه: ((تقتل عمار الفئة الباغية)). وقال الذهبي في التاريخ: أخرجه البخاري دون قوله: ((تقتله الفئة الباغية)). وأشار القسطلاني في الإرشاد إلى أن الزيادة ساقطة من رواية أبي ذر الهروي.
قال الحافظ ابن حجر: «...ويظهر لي أن البخاري حذفها عمداً وذلك لنكتة خفية، وهي أن أبا سعيد الخدري أعترف أنه لم يسمع هذه الزيادة من النبي، فدل على أنها في هذه الرواية مدرجة، والرواية التي بينت ذلك ليست على شرط البخاري وقد أخرجها البزار من طريق داود بن أبي هند عن أبي نضرة عن أبي سعيد فذكر الحديث في بناء المسجد وحملهم لبنة لبنة وفيه فقال أبو سعيد فحدثني أصحابي ولم أسمعه من رسول الله أنه قال: «يا ابن سمية تقتلك الفئة الباغية» وبن سمية هو عمار وسمية أسم أمه، وهذا الإسناد على شرط مسلم وقد عين أبو سعيد من حدثه بذلك ففي مسلم والنسائي من طريق أبي سلمة عن أبي نضرة عن أبي سعيد قال حدثني من هو خير مني أبو قتادة فذكره فاقتصر البخاري على دون غيره وهذا دال على دقة فهمه وتبحره في الإطلاع على علل الأحاديث».

## تحقيق الدعوة إلى النار
يذكر ابن حجر العسقلاني أن رواة الحديث كانوا ظانين أنهم يدعون إلى الجنة وإن لم يكونوا كذلك بحسب الواقع، لكنهم معذورون للتأول الذي ظهر لهم لكونهم مجتهدين لا لوم عليهم، فدعاؤهم إلى مخالفة علي، وإن كان سببًا إلى نار، إلا أنه لم يترتب عليه النار لكونهم مجتهدين. يقول الكشميري في فيض الباري على صحيح البخاري 2/72: ولا أرضى بهذا الجواب، لأن هذا العنوان مأخوذ من القرآن، وهو هناك في حق الكفار، ولا أحب أن يكون العنوان الذي ورد فيهم صادقًا على الصحابة رضي الله عنهم بعينه، فتذكر الآية: ((ما لي أدعوكم إلى النجاة وتدعونني إلى النار)) [غافر: 41] وقال تعالى: ((أولئك يدعون إلى النار والله يدعو إلى الجنة)) [البقرة: 221].
بينما ينفي آخرون أنّ عماراً يدعو معاوية –أي: الفئة الباغية– إلى الجنة، ولا أنّ معاوية يدعو عماراً إلى النار. ويتأولونه على أنّ عماراً يدعو المشركين إلى الجنة ويدعونه إلى النار. وليس في الحديث دليل على أن المقصود بالذين يدعون إلى النار هم بذاتهم الفئة الباغية إلا إذا جُمِعَ اللفظان، وهو ما ينفيه. ويرى أهل السنة أنه حتى لو صح شطر الحديث، فلا يلزم كونهم في النار، فدل الحديث على أن معنى الدعوة إلى الجنة وإلى النار هو إلى الأسباب المؤدية إليهما.

## تحقيق لفظة البغي
يستدل السنة على أنّ البغي لا ينافي الإيمان بالآية: ﴿وَإِنْ طَائِفَتَانِ مِنَ الْمُؤْمِنِينَ اقْتَتَلُوا فَأَصْلِحُوا بَيْنَهُمَا فَإِنْ بَغَتْ إِحْدَاهُمَا عَلَى الْأُخْرَى فَقَاتِلُوا الَّتِي تَبْغِي حَتَّى تَفِيءَ إِلَى أَمْرِ اللَّهِ فَإِنْ فَاءَتْ فَأَصْلِحُوا بَيْنَهُمَا بِالْعَدْلِ وَأَقْسِطُوا إِنَّ اللَّهَ يُحِبُّ الْمُقْسِطِينَ ۝٩ إِنَّمَا الْمُؤْمِنُونَ إِخْوَةٌ فَأَصْلِحُوا بَيْنَ أَخَوَيْكُمْ وَاتَّقُوا اللَّهَ لَعَلَّكُمْ تُرْحَمُونَ ۝١٠ يَا أَيُّهَا الَّذِينَ آمَنُوا لَا يَسْخَرْ قَوْمٌ مِنْ قَوْمٍ عَسَى أَنْ يَكُونُوا خَيْرًا مِنْهُمْ وَلَا نِسَاءٌ مِنْ نِسَاءٍ عَسَى أَنْ يَكُنَّ خَيْرًا مِنْهُنَّ وَلَا تَلْمِزُوا أَنْفُسَكُمْ وَلَا تَنَابَزُوا بِالْأَلْقَابِ بِئْسَ الِاسْمُ الْفُسُوقُ بَعْدَ الْإِيمَانِ وَمَنْ لَمْ يَتُبْ فَأُولَئِكَ هُمُ الظَّالِمُونَ ۝١١﴾ [الحجرات:9–11] حيث عبّر القرآن بأنّ الفئة الباغية مؤمنةٌ، حسب زعمهم. قال الامام الشافعي: «وَأَمَرَ اللَّهُ عَزَّ وَجَلَّ بِقِتَالِ الْفِئَةِ الْبَاغِيَةِ وَهِيَ مُسَمَّاةٌ بِاسْمِ الْإِيمَانِ»
قال الحافظ ابن كثير في «البداية والنهاية» (7/ 188): «... وإن كانوا بغاة في نفس الأمر فإنهم كانوا مجتهدين فيما تعاطوه من القتال». يذكر الشيخ حامد العلي أنّ البغي قد يكون عن عمد وقد يكون نتيجة تأويل. والأخير هو ما حصل من طرف معاوية. إذ أن فئته كانت تظن أنهم على الحق، إلا أن هذا لا يُخرجه عن وصف البغي في الظاهر. وأن الحديث يدل على أنّ البغي دعوة إلى النار وإن كان فاعله قد لا يشعر بذلك. يذكر ابن تيمية أن قول النبي «تقتله الفئة الباغية» ليس نصاً في أن هذا اللفظ لمعاوية وأصحابه، بل يمكن أنه أريد به تلك العصابة التي حملت عليه حتى قتلته، وهي طائفة من الجيش ومعاوية لم يرضَ بقتله.

## تحقيق الآمر بقتل عمار
ينكر السنة أمر معاوية ورضاه بقتل عمّار. يقول ابن تيمية: «ومن رضي بقتل عمار كان حكمه حكمها، ومن المعلوم أنه كان في العسكر من لم يرض بقتل عمار: كعبد الله بن عمرو بن العاص وغيره بل كل الناس كانوا منكرين لقتل عمار حتى معاوية وعمرو».